# Kastning
Kastning är spontan abort hos djur. Hos hästar, som har svårt att fullfölja flerbördsdräktigheter, förebyggs att ston kastar flera foster genom att veterinär med hjälp av ultraljud utför selektiv abort på blastocyststadiet och tar bort alla befruktade ägg utom ett, som får gå till fortsatt utveckling.[källa behövs]